# Androni Giocattoli–Sidermec
A equipa ciclista Androni Giocattoli-Sidermerc é uma equipa italiana de ciclismo profissional em estrada. Está dirigida por Gianni Savio e foi em 1996. Desde 2020, tem o estatuto de UCI ProTeam.

## História da equipa
A equipa colombiana Glacial-Selle Italia foi fundada em 1996. É o alongamento da equipa Gaseosas Glacial, criada em 1992, e tem para principal co-patrocinador Selle Italia, antes sócio da equipa ZG Mobili, cuja organização é igualmente saída do dirigente da equipa Gianni Savio. Em 1997 e 1998, Kross resulta o patrocinador principal, antes de um regresso da Selle Italia que fica sócia da equipa até 2007. Nesse ano, ainda que era baseada na Itália e tem apenas um corredor venezuelano, a equipa está registada como venezuelana. Em 2010, a Androni Giocattoli torna-se o patrocinador principal. O dono da empresa é Mario Androni, um fabricante de brinquedos apaixonado das bicicletas. Enquanto foi convidada pela ASO na Paris-Roubaix, nenhum corredor da equipa consegue supera a linha de chegada, o que já não acontecia por uma equipa desde 1963.[carece de fontes?].
Em 2015, a equipa muda de nome e resulta Androni Giocattoli depois Androni Giocattoli-Sidermec durante o ano. Em 2016, a equipa não é convidada pela primeira vez desde 2007 ao Giro d'Italia. Novamente não comparece durante a 100.º edição em 2017, a equipa faz parte da sua decepção e considera isso como uma «grande injustiça que põe em perigo a continuação da equipa». O patrocinador da equipa, Mario Androni, anunciou no mesmo dia que se retira ao finalizar no ano. Em março, Gianni Savio está suspenso três mês no assunto «paga per correre» (pagar para correr). Finalmente a equipa continua em 2018, com o patrocínio de Androni

## A equipa e a dopagem
Toda a equipa está controlada durante a 11.ª etapa o Giro d'Italia de 1997. Três dos seus corredores, Marco Gili, Roberto Moretti e Vladimir Poulnikov têm níveis de hematocrito superior ao 50 % e têm que abandonar a carreira.
Em março 2001, o médico da equipa Alberto Beltrán está preso perto de Modène, na Itália. A polícia tinha descoberto substâncias proibidas no veículo que conduzia. Foi depois despedido da equipa pouco tempo após.. Após a detenção de Beltrán, as autoridades italianas pesquisão outras pessoas da equipa, procurando as suas casas. O corredor José Jaime Gonzalez Pico é despedido após que os produtos dopantes tenham sido encontrados no seu quarto de hotel.
Uberlino Mesa volta com um nível de hematocrito elevado antes do Giro d'Italia de 2004 e não pode tomar a saída da carreira. Está suspenso quinze dias.. É igualmente o caso de Raffaele Illiano durante  Giro del Veneto disputado em agosto da mesmo ano.
Em 2005, Luca De Angeli é controlado positivo ao EPO durante a Settimana Coppi e Bartali no mês de março. É despedido pela sua equipa Colombia-Selle Italia, este controle marca o final da sua carreira. Em 2011, acusa o seu antigo director Gianni Savio de ter-lhe tentado repetidamente dar substâncias proibidas, entre eles a EPO. Não obstante as informações estão julgadas pouco fiáveis e nenhuma acusação foi feita.
A 17 de junho de 2009, Francesco De Bonis é suspenso pela equipa como consequência da demanda de abertura de um procedimento disciplinário ao seu encontro na base do passaporte biológico. Indignado, faz o objeto de um controle antidopagem positivo ao EPO CERA durante o Giro d'Italia, cujo resultado está anunciado em outubro. O tribunal nacional antidopagem do Comitê Olímpico Nacional Italiano (CONI) pronuncia a sua decisão de uma suspensão de dois anos e uma multa de 13 000 euros. Um recurso formulado cerca do Tribunal Arbitral do Desporto é recusado em 2011. É o primeiro desportista sancionado na base do passaporte biológico.
Massimo Giunti é controlado positivo ao EPO em março de 2010. e colgante dois anos.
Leonardo Bertagnolli é suspenso a 27 de junho de 2012 pelo Union cycliste internationale para parâmetros anormais no seu passaporte biológico em 2008 e 2009. O corredor toma imediatamente o seu retiro e está suspenso 17 meses, seja a metade da penas requerida para a continuação da sua cooperação com as autoridades.
Em dezembro de 2012, o tribunal do Comité Nacional Olímpico Italiano (CONI) anuncia uma condenação a uma suspensão de três meses de Michele Scarponi bem como 10 000 euros de multa por ter trabalhado com o médico italiano Michele Ferrari, o que a CONI tem proibido aos desportistas italianos devido ao envolvimento do médico em vários assuntos de dopagem. A suspensão estreia à 1 de outubro de 2012.
Em fevereiro de 2013, Francesco Reda nega a submeter-se a um controle antidopagem e está suspenso dois anos. A sua duração de suspensão está reduzida (até setembro de 2014) após atesta ante a Comissão independente de reforma do ciclismo.
A 5 de junho de 2014, Patrick Facchini obtém um resultado de análise anormal ao tuaminoheptane e é depois é suspenso para dez mês.
A 30 de junho de 2015, Davide Appollonio é controlado positivo o EPO. e está suspenso quatro anos. A 27 de julho de 2015, Fabio Taborre, durante um controle fora de competição, está declarado positivo ao FG-4592, um produto que favorece a produção de EPO pelo corpo humano. Está suspenso no mês de julho. A equipa é suspensa automaticamente pelo UCI em virtude das novas regras para um período de 30 dias. É pois privada de competição para todo o mês de agosto de 2015

## Principais vitórias
Em negrito as carreiras do World Tour

### Clássicos
- Coppa Agostoni : 2006, 2007 (Alessandro Bertolini), 2012 (Emanuele Sella)
- Tour de Romagne : 2006 (Santo Anzà)
- Giro dos Apeninos : 2007, 2008 (Alessandro Bertolini), 2012 (Fabio Felline), 2019 (Mattia Cattaneo)
- Troféu Melinda : 2007 (Santo Anzà)
- Giro del Veneto : 2007 (Alessandro Bertolini)
- Coppa Placci : 2007 (Alessandro Bertolini)
- Grande Prêmio Indústria e Commercio Artigianato Carnaghese : 2008 e 2009 (Francesco Ginanni)
- Tre Valli Varesine : 2008 (Francesco Ginanni)
- Flecha Valona : 2009 (Davide Rebellin)
- Troféu Laigueglia : 2009 e 2010 (Francesco Ginanni)
- Grande Prêmio dell'Insubria : 2009 (Francesco Ginanni)
- Giro del Frioul : 2011 (José Serpa)
- Grande Prêmio da Indústria e do Artesanato de Larciano : 2011 (Ángel Vicioso)
- Route Adélie : 2012 (Roberto Ferrari), 2013 (Alessandro Malaguti)
- Flecha de Émeraude : 2012 (Roberto Ferrari)
- Memorial Marco Pantani : 2012 (Fabio Felline), 2016 (Francesco Gavazzi), 2018 (Davide Ballerini)
- Grande Prêmio da Indústria e do Comércio de Prato : 2012 (Emanuele Sella), 2013 (Gianfranco Zilioli)
- Giro de Toscana : 2013 (Mattia Gavazzi)
- Troféu Matteotti : 2018 (Davide Ballerini)
- Tro Bro Leon : 2019 (Andrea Vendrame)

### Carreiras por etapas
- Tour de Faso : 2000 (Mikhaylo Khalilov)
- Volta à Colômbia : 2001 (Hernán Buenahora), 2002 (José Castelblanco)
- Tour de Langkawi : 2002 (Hernán Darío Muñoz), 2004 (Freddy González), 2009 e 2012 (José Serpa), 2011 (Jonathan Monsalve)
- Clássico RCN : 2002 e 2003 (José Castelblanco)
- Volta do Senegal : 2002 (Andris Naudužs), 2004 (Mariano Giallorenzo)
- Volta ao Táchira : 2003 (Hernán Darío Muñoz), 2004 e 2005 (José Rujano)
- Volta à Venezuela : 2006 (José Serpa), 2008 (Carlos José Ochoa), 2012 (Miguel Ubeto), 2013 (Carlos José Ochoa), 2018 (Matteo Spreafico)
- Volta ao lago Qinghai : 2007 (Gabriele Missaglia)
- Tour de San Luis : 2008 (Carlos José Ochoa)
- Brixia Tour : 2008 (Santo Anzà
- Tirreno-Adriático : 2009 (Michele Scarponi)
- Volta ao México : 2009 (Jackson Rodríguez)
- Semana Lombarda : 2010 (Michele Scarponi)
- Settimana Coppi e Bartali : 2011 (Emanuele Sella)
- Tour da China I : 2016 (Raffaello Bonusi)
- Tour da China II : 2016 (Marco Benfatto), 2017 (Kevin Rivera)
- Tour de Bihor : 2016 (Egan Bernal), 2017 (Rodolfo Torres), 2018 (Iván Sosa), 2019 (Daniel Muñoz)
- Tour de Savoie Mont Blanc : 2017 (Egan Bernal)
- Sibiu Cycling Tour : 2017 (Egan Bernal), 2018 (Iván Sosa), 2019 (Kevin Rivera)
- Adriatica Ionica Race : 2018 (Iván Sosa)
- Volta a Burgos : 2018 (Iván Sosa)
- Volta à Hungria : 2018 (Manuel Belletti)
- Tour de Hainan : 2018 (Fausto Masnada)

### Campeonatos nacionais
- Campeonato da Austrália em estrada : 1
  - Ciclismo em estrada : 1998 (David McKenzie)
- Campeonato da Colômbia em estrada : 5
  - Ciclismo em estrada : 1996 (Celio Roncancio), 1999 (César Goyeneche) e 2002 (Jhon Freddy García)
  - Contrarrelógio : 2000 (Israel Ochoa) e 2005 (Iván Parra)
- Campeonato da Irlanda em estrada : 1
  - Ciclismo em estrada esperanças : 2003 (Dermot Nally)
- Campeonato da Roménia em estrada : 3
  - Ciclismo em estrada : 2015 (Serghei Țvetcov)
  - Contrarrelógio : 2015 e 2016 (Serghei Țvetcov)
- Campeonato da Suíça em estrada : 3
  - Carreira de costa : 2005 (Philippe Schnyder)
  - Contrarrelógio : 2009 e 2010 (Rubens Bertogliati)
- Campeonato da Venezuela em estrada : 4
  - Contrarrelógio : 2012 (Tomás Gil), 2014 (Carlos Gálviz) e 2015 (Yonder Godoy)
  - Contrarrelógio Esperanças : 2015 (Yonder Godoy)
- Campeonato da Jugoslávia em estrada : 1
  - Contrarrelógio : 1997 (Mikoš Rnjaković)

## Resultados nas grandes voltas
- Giro d'Italia
  -     - 18 participações (1996, 2000, 2001, 2002, 2003, 2004, 2005, 2006, 2008, 2009, 2010, 2011, 2012, 2013, 2014, 2015, 2018, 2019)
    - 14 vitórias de etapas :
      - 1 em 2001 : Carlos Alberto Contreras
      - 3 em 2005 : Iván Parra (2), José Rujano
      - 1 em 2008 : Alessandro Bertolini
      - 2 em 2009 : Michele Scarponi (2), Leonardo Bertagnolli[33]
      - 1 em 2010 : Michele Scarponi
      - 3 em 2011 : Ángel Vicioso, José Rujano (2)
      - 2 em 2012 : Miguel Ángel Rubiano, Roberto Ferrari
      - 1 em 2019 : Fausto Masnada

    - 8 classificações anexos :
    - Grande Prêmio da montanha : Freddy González em 2001 e 2003, José Rujano em 2005
    - Prêmio da combatividade : Freddy González em 2003, José Rujano em 2005 e Davide Ballerini em 2018
    - Classificação intergiro : Raffaele Illiano em 2004
    - Classificação Azzurri de Itália : José Rujano em 2011

## Classificações UCI
De 1996 a 1998, a equipa está classificada entre os Grupos Desportistas I, a primeira categoria das equipas ciclistas profissionais. Depois, faz parte equipas GSII até em 2004. As classificações detalhadas aqui-embaixo para este período são aqueles da equipa em final de estação.
| Temporada | Classificação por equipas | Melhor corredor na classificação individual |
| --------- | ------------------------- | ------------------------------------------- |
| 1996      | 28.º                      | Celio Roncancio (194.º)                     |
| 1997      | 41.º                      | Vassili Davidenko (314.º)                   |
| 1998      | 34.º                      | Romāns Vanštiño (133.º)                     |
| 1999      | 26.º (GSII)               | Marco Vergnani (332.º)                      |
| 2000      | 12.º (GSII)               | Hernán Buenahora (195.º)                    |
| 2001      | 12.º (GSII)               | Freddy González (132.º)                     |
| 2002      | 15.º (GSII)               | José Castelblanco (238.º)                   |
| 2003      | 13.º (GSII)               | Freddy González (311.º)                     |
| 2004      | 15.º (GSII)               | Freddy González (252.º)                     |

Em 2009, a classificação do ProTour está suprimido e substituído pelo Classificação mundial UCI. Este compila os pontos adquiridos durante provas do Calendário mundial UCI e integra os equipas continentais profissionais, o que não era o caso da classificação do ProTour.
| Temporada | Classificação por equipas | Melhor corredor na classificação individual |
| --------- | ------------------------- | ------------------------------------------- |
| 2009      | 14.º                      | Michele Scarponi (34.º)                     |
| 2010      | 17.º                      | Michele Scarponi (11.º)                     |

Desde 2005, a equipa participio aos circuitos continentais e em particular o UCI America Tour, o UCI Asia Tour e o UCI Europe Tour. O quadro aqui-embaixo apresenta as classificações da equipa na estes circuitos, bem como seu melhor corredor à classificação individual.
UCI America Tour
| Temporada | Classificação por equipas | Melhor corredor na classificação individual |
| --------- | ------------------------- | ------------------------------------------- |
| 2005      | 2.º                       | Edgardo Simón (1.º)                         |
| 2006      | 1.ª                       | José Serpa (1.º)                            |
| 2007      | 6.º                       | Anthony Brea (9.º)                          |
| 2008      | 6.º                       | Carlos José Ochoa (4.º)                     |
| 2009      | 1.ª                       | José Serpa (5.º)                            |
| 2010      | 4.º                       | José Serpa (25.º)                           |
| 2011      | 8.º                       | José Serpa (14.º)                           |
| 2012      | 6.º                       | Miguel Ubeto (3.º)                          |
| 2013      | 10.º                      | Carlos José Ochoa (24.º)                    |
| 2014      | 11.º.                     | Carlos Gálviz (9.º)                         |
| 2015      | 20.º.                     | Carlos Gálviz (100.º)                       |
| 2016      | 30.º                      | Rodolfo Torres (114.º)                      |
| 2017      | 17.º                      | Rodolfo Torres (30.º)                       |
| 2018      | 15.º                      | Rodolfo Torres (73.º)                       |

UCI Asia Tour
| Temporada | Classificação por equipas | Melhor corredor na classificação individual |
| --------- | ------------------------- | ------------------------------------------- |
| 2005      | 14.º                      | José Rujano (16.º)                          |
| 2006      | 9.º                       | José Serpa (28.º)                           |
| 2007      | 3.º                       | Gabriele Missaglia (6.º)                    |
| 2008      | 6.º                       | Ruslan Ivanov (11.º)                        |
| 2009      | 4.º                       | Mattia Gavazzi (12.º)                       |
| 2011      | 12.º                      | Jonathan Monsalve (11.º)                    |
| 2012      | 7.º                       | José Serpa (7.º)                            |
| 2013      | 58.º                      | Jackson Rodríguez Omar Bertazzo (258.º)     |
| 2014      | 46.º.                     | Kenny van Hummel (82.º)                     |
| 2015      | 74.º                      | Francesco Chicchi (275.º)                   |
| 2016      | 18.º                      | Marco Benfatto (23.º)                       |
| 2017      | 9.º                       | Kevin Rivera (41.º)                         |
| 2018      | 32.º                      | Seid Lizde (139.º)                          |

UCI Europe Tour
| Temporada | Classificação por equipas | Melhor corredor na classificação individual |
| --------- | ------------------------- | ------------------------------------------- |
| 2005      | 63.º                      | Simone Bruson (299.º)                       |
| 2006      | 19.º                      | Santo Anzà (15.º)                           |
| 2007      | 12.º                      | Alessandro Bertolini (1.º)                  |
| 2008      | 8.º                       | Francesco Ginanni (8.º)                     |
| 2009      | 7.º                       | Francesco Ginanni (17.º)                    |
| 2010      | 6.º                       | Michele Scarponi (13.º)                     |
| 2011      | 9.º                       | Emanuele Sella (12.º)                       |
| 2012      | 4.º                       | Franco Pellizotti (15.º)                    |
| 2013      | 4.º                       | Franco Pellizotti (23.º)                    |
| 2014      | 21.º.                     | Kenny van Hummel (94.º)                     |
| 2015      | 34.º                      | Oscar Gatto (116.º)                         |
| 2016      | 8.º                       | Francesco Gavazzi (9.º)                     |
| 2017      | 3.º                       | Egan Bernal (5.º)                           |
| 2018      | 3.º                       | Iván Sosa (11.º)                            |
| 2019      | 6.º                       | Andrea Vendrame (67.º)                      |

UCI Oceania Tour
| Temporada | Classificação por equipas | Melhor corredor na classificação individual |
| --------- | ------------------------- | ------------------------------------------- |
| 2005      | 11.º                      | Russell Van Hout (20.º)                     |
| 2015      | 11.º.                     | Franco Pellizotti (25.º)                    |

Em 2016, o Classificação Mundial UCI que toma conta todas as provas UCI está posto em marcha paralelamente ao UCI World Tour e aos circuitos continentais. Implica todas as equipas UCI.
| Temporada | Classificação por equipas | Melhor corredor na classificação individual |
| --------- | ------------------------- | ------------------------------------------- |
| 2016      | -                         | Luca Wackermann (233.º)                     |
| 2017      | -                         | Egan Bernal (60.º)                          |
| 2018      | -                         | Ivan Sosa (93.º)                            |
| 2019      | 24.º                      | Andrea Vendrame (81.º)                      |

## Androni Giocattoli-Sidermec em 2020
| Ciclista            | Data de nascimento | País       | Equipa 2019                               |
| ------------------- | ------------------ | ---------- | ----------------------------------------- |
| Nicola Bagioli      | 19/02/1995         | Itália     | Nippo-Vini Fantini-Faizanè                |
| Mattia Bais         | 19/10/1996         | Itália     | Androni Giocattoli-Sidermec (stagiaire)   |
| Manuel Belletti     | 14/10/1985         | Itália     | Androni Giocattoli-Sidermec               |
| Alessandro Bisolti  | 07/03/1985         | Itália     | Androni Giocattoli-Sidermec               |
| Alexander Cepeda    | 16/06/1998         | Equador    | Ex-pro (Team Equador 2018)                |
| Luca Chirico        | 16/07/1992         | Itália     | Ex-pro (Androni Giocattoli-Sidermec 2018) |
| Miguel Flórez       | 21/02/1996         | Colômbia   | Androni Giocattoli-Sidermec               |
| Mattia Frapporti    | 02/07/1994         | Itália     | Androni Giocattoli-Sidermec               |
| Davide Gabburo      | 01/04/1993         | Itália     | Neri Sottoli-Selle Italia-KTM             |
| Francesco Gavazzi   | 01/08/1984         | Itália     | Androni Giocattoli-Sidermec               |
| Daniel Muñoz        | 21/11/1996         | Colômbia   | Androni Giocattoli-Sidermec               |
| Luca Pacioni        | 13/08/1993         | Itália     | Neri Sottoli-Selle Italia-KTM             |
| János Pelikán       | 19/04/1995         | Hungria    | Pannon Cycling Team                       |
| Simon Pellaud       | 06/11/1992         | Suíça      | IAM Excelsior                             |
| Simone Ravanelli    | 04/07/1995         | Itália     | Androni Giocattoli-Sidermec (stagiaire)   |
| Jhonatan Restrepo   | 28/11/1994         | Colômbia   | Manzana Postobón Team                     |
| Kevin Rivera        | 28/06/1998         | Costa Rica | Androni Giocattoli-Sidermec               |
| Josip Rumac         | 26/10/1994         | Croácia    | Androni Giocattoli-Sidermec               |
| Matteo Spreafico    | 15/02/1993         | Itália     | Androni Giocattoli-Sidermec               |
| Nicola Venchiarutti | 07/10/1998         | Itália     | Androni Giocattoli-Sidermec (stagiaire)   |
| Mattia Viel         | 22/04/1995         | Itália     | Androni Giocattoli-Sidermec               |

## Estações precedentes
Efectivo
| Ciclista            | Data de nascimento | País      | Equipa 2004 |
| ------------------- | ------------------ | --------- | ----------- |
| Alexis Castro       | 15.10.1980         | Colômbia  |             |
| Luca De Angeli      | 09.01.1976         | Itália    |             |
| Moreno Di Biase     | 05.11.1975         | Itália    |             |
| Mariano Giallorenzo | 07.08.1982         | Itália    |             |
| Raffaele Illiano    | 11.02.1977         | Itália    |             |
| Yonny David Leal    | 11.12.1979         | Colômbia  |             |
| Nilton Alexis Ortiz | 31.10.1983         | Colômbia  |             |
| Freddy Paredes      | 21.09.1974         | Colômbia  |             |
| Marlon Pérez        | 10.01.1976         | Colômbia  |             |
| José Rujano         | 18.02.1982         | Venezuela |             |
| Leonardo Scarselli  | 29.04.1975         | Itália    |             |
| Philippe Schnyder   | 17.03.1978         | Suíça     |             |
| Rolando Trujillo    | 16.07.1978         | Colômbia  |             |
| Russell Van Hout    | 15.06.1976         | Austrália |             |
| Trent Wilson        | 18.11.1978         | Austrália |             |

Vitórias
| Data       | Corrida                                                                       | País     | Classe | Vencedor       |
| ---------- | ----------------------------------------------------------------------------- | -------- | ------ | -------------- |
| 21/01/2005 | Classificação geral da Volta a Táchira                                        | Colômbia | 2.2    | José Rujano    |
| 23/01/2005 | Classificação geral da Volta de Ciclismo Internacional do Estado de São Paulo | Brasil   | 2.2    | Jorge Giacinti |

Efectivo
Vitórias
Efectivo
| Ciclista             | Data de nascimento | País      | Equipa 2006       |
| -------------------- | ------------------ | --------- | ----------------- |
| Santo Anzà           | 17.11.1980         | Itália    |                   |
| Niklas Axelsson      | 15.05.1972         | Suécia    |                   |
| Sergio Barbero       | 17.01.1969         | Itália    |                   |
| Wladimir Belli       | 25.07.1970         | Itália    |                   |
| Alessandro Bertolini | 27.07.1971         | Itália    |                   |
| Bruno Bertolini      | 10.06.1981         | Itália    | Adria Mobil       |
| Denis Bertolini      | 13.12.1977         | Itália    | Acqua & Sapone    |
| Fabio Borghesi       | 04.02.1980         | Itália    | OTC Doors         |
| Anthony Brea         | 03.02.1983         | Venezuela | Néo-Pró           |
| Ivan Degasperi       | 26.07.1981         | Itália    | Ceramica Flaminia |
| Emiliano Donadello   | 19.03.1983         | Itália    | Néo-Pró           |
| Fabio Duarte         | 11.06.1986         | Colômbia  | Néo-Pró           |
| Alberto Loddo        | 05.01.1979         | Itália    |                   |
| Gabriele Missaglia   | 24.07.1970         | Itália    |                   |
| Leonardo Moser       | 25.09.1984         | Itália    | Acqua & Sapone    |
| Walter Pedraza       | 27.11.1981         | Colômbia  |                   |
| José Serpa           | 17.04.1979         | Colômbia  |                   |
| Philippe Schnyder    | 17.03.1978         | Suíça     |                   |
| Edgardo Simón        | 16.12.1974         | Argentina |                   |
| Mattia Turrina       | 31.08.1983         | Itália    | Néo-Pró           |

Vitórias
Vitórias nos Circuitos continentais
| Data       | Corrida                                     | País      | Classe | Vencedor             |
| ---------- | ------------------------------------------- | --------- | ------ | -------------------- |
| 02/02/2007 | 1.ª etapa da Tour de Langkawi               | Malásia   |        | Alberto Loddo        |
| 05/02/2007 | 4. ª etapa da Tour de Langkawi              | Malásia   |        | Alberto Loddo        |
| 06/02/2007 | 5. ª etapa da Tour de Langkawi              | Malásia   |        | Alberto Loddo        |
| 07/02/2007 | 6. ª etapa da Tour de Langkawi              | Malásia   |        | Alberto Loddo        |
| 09/02/2007 | 8. ª etapa da Tour de Langkawi              | Malásia   |        | José Serpa           |
| 11/02/2007 | 10. ª etapa da Tour de Langkawi             | Malásia   |        | Alberto Loddo        |
| 07/02/2007 | 1.ª etapa da Volta ao Táchira               | Venezuela |        | Alberto Loddo        |
| 11/02/2007 | 5. ª etapa da Volta ao Táchira              | Venezuela |        | José Serpa           |
| 17/02/2007 | 10. ª etapa da Volta ao Táchira             | Venezuela |        | Walter Pedraza       |
| 14/02/2007 | 2. ª etapa da Volta de Cuba                 | Cuba      |        | Anthony Brea         |
| 21/02/2007 | 9. ª etapa da Volta a Cuba                  | Cuba      |        | Anthony Brea         |
| 25/02/2007 | 13. ª etapa da Volta a Cuba                 | Cuba      |        | Anthony Brea         |
| 15/03/2007 | Prólogo da Volta ao Chile                   | Chile     |        | Edgardo Simón        |
| 19/03/2007 | 4. ª etapa da Volta ao Chile                | Chile     |        | Edgardo Simón        |
| 20/03/2007 | 5. ª etapa da Volta ao Chile                | Chile     |        | Edgardo Simón        |
| 21/03/2007 | 6. ª etapa da Volta ao Chile                | Chile     |        | Edgardo Simón        |
| 24/03/2007 | 9. ª etapa da Volta ao Chile                | Chile     |        | Walter Pedraza       |
| 25/03/2007 | 10. ª etapa da Volta de Chile               | Chile     |        | Anthony Brea         |
| 27/03/2007 | 1.ª etapa da Settimana Coppi e Bartali      | Itália    |        | Alessandro Bertolini |
| 13/04/2007 | 3. ª etapa do Tour de Rio de Janeiro        | Brasil    |        | Anthony Brea         |
| 27/04/2007 | 1.ª etapa da Volta Riojana                  | Espanha   |        | Alberto Loddo        |
| 04/05/2007 | 2. ª etapa da Volta às Astúrias             | Espanha   |        | Alberto Loddo        |
| 22/07/2007 | Classificação geral da Tour do Lago Qinghai | Chile     |        | Gabriele Missaglia   |
| 05/08/2007 | Volta aos Apeninos                          | Itália    |        | Alessandro Bertolini |
| 22/08/2007 | Coppa Agostoni                              | Itália    |        | Alessandro Bertolini |
| 25/08/2007 | Troféu Melinda                              | Itália    |        | Santo Anzà           |
| 30/08/2007 | 4. ª etapa da Volta à Venezuela             | Venezuela |        | Edgardo Simón        |
| 01/09/2007 | Volta de Véneto                             | Itália    |        | Alessandro Bertolini |
| 08/09/2007 | Coppa Placci                                | Itália    |        | Alessandro Bertolini |

Efectivo
| Ciclista              | Data de nascimento | País      | Equipa 2007                   |
| --------------------- | ------------------ | --------- | ----------------------------- |
| Santo Anzà            | 17.11.1980         | Itália    |                               |
| Niklas Axelsson       | 15.05.1972         | Suécia    |                               |
| Manuel Belletti       | 14.10.1985         | Itália    | Néo-profissional              |
| Alessandro Bertolini  | 27.07.1971         | Itália    |                               |
| Denis Bertolini       | 13.12.1977         | Itália    |                               |
| Roger Beuchat         | 02.01.1972         | Suíça     | LPR                           |
| Jhonny Cattaneo       | 19.05.1981         | Itália    | Néo-profissional              |
| Roberto Cobo Gonzalez | 03.11.1982         | Espanha   | Néo-profissional              |
| Emiliano Donadello    | 19.03.1983         | Itália    |                               |
| Francesco Ginanni     | 06.10.1985         | Itália    | Néo-profissional              |
| Danilo Hondo          | 04.01.1974         | Alemanha  | Tinkoff Credit Systems        |
| Raffaele Illiano      | 11.02.1977         | Itália    | Ceramica Flaminia             |
| Ruslan Ivanov         | 18.12.1973         | Moldávia  | Amore & Vita-McDonald's       |
| Gabriele Missaglia    | 24.07.1970         | Itália    |                               |
| Leonardo Moser        | 25.09.1984         | Itália    |                               |
| Daniele Nardello      | 02.08.1972         | Itália    | LPR                           |
| Richard Ochoa         | 14.02.1984         | Venezuela | Néoprofessionnel              |
| Carlos José Ochoa     | 14.12.1980         | Venezuela | Ex profissional (LPR em 2006) |
| Jackson Rodríguez     | 25.02.1985         | Venezuela | Néoprofessionnel              |
| Nazareno Rossi        | 03.04.1985         | Suíça     | LPR                           |
| José Serpa            | 17.04.1979         | Colômbia  |                               |
| Gilberto Simoni       | 25.08.1971         | Itália    | Saunier Duval-Prodir          |
| Roberto Traficante    | 23.09.1984         | Itália    | LPR                           |

Vitórias
Vitórias nos circuitos continentais
| Data       | Corrida                                                            | País                 | Classe | Vencedor             |
| ---------- | ------------------------------------------------------------------ | -------------------- | ------ | -------------------- |
| 25/01/2008 | 8. ª etapa da Tour de San Luis                                     | Argentina            | 2.1    | Carlos José Ochoa    |
| 12/02/2008 | 4. ª etapa da Tour de Langkawi                                     | Malásia              | 2.hc   | Danilo Hondo         |
| 14/02/2008 | 6. ª etapa da Tour de Langkawi                                     | Malásia              | 2.hc   | José Serpa           |
| 17/02/2008 | Classificação geral da Tour de Langkawi                            | Malásia              | 2.hc   | Ruslan Ivanov        |
| 27/02/2008 | 6. ª etapa da Volta Independência Nacional                         | República Dominicana | 2.2    | Jackson Rodríguez    |
| 29/02/2008 | 9. ª etapa da Volta Independência Nacional                         | República Dominicana | 2.2    | Carlos José Ochoa    |
| 01/03/2008 | 11. ª etapa da Volta Independência Nacional                        | República Dominicana | 2.2    | Carlos José Ochoa    |
| 02/03/2008 | Classificação geral da Volta Independência Nacional                | República Dominicana | 2.2    | Carlos José Ochoa    |
| 13/03/2008 | 2. ª etapa de Tirreno-Adriático                                    | Itália               |        | Raffaele Illiano     |
| 26/03/2008 | 3. ª etapa da Settimana Coppi e Bartali                            | Itália               |        | Niklas Axelsson      |
| 09/04/2008 | 1.ª etapa da Volta ao Alentejo                                     | Portugal             |        | Jackson Rodríguez    |
| 21/05/2008 | 11. ª etapa do Giro d'Italia                                       | Itália               |        | Alessandro Bertolini |
| 26/07/2008 | 4. ª etapa do Brixia Tour                                          | Itália               |        | Santo Anzà           |
| 27/07/2008 | Classificação geral do Brixia Tour                                 | Itália               |        | Santo Anzà           |
| 01/08/2008 | Grande Prêmio da Indústria, do Comércio e do Artesanato de Carnago | Itália               |        | Francesco Ginanni    |
| 03/08/2008 | Tour dos Apeninos                                                  | Itália               |        | Alessandro Bertolini |
| 19/08/2008 | Tre Valli Varesine                                                 | Itália               |        | Francesco Ginanni    |
| 26/08/2008 | 2. ª etapa da Volta à Venezuela                                    | Venezuela            |        | Jackson Rodríguez    |
| 29/08/2008 | 5. ª etapa da Volta à Venezuela                                    | Venezuela            |        | Carlos José Ochoa    |
| 31/08/2008 | 7. ª etapa da Volta à Venezuela                                    | Venezuela            |        | Richard Ochoa        |
| 31/08/2008 | Giro del Veneto                                                    | Itália               |        | Francesco Ginanni    |
| 02/09/2008 | 9. ª etapa da Volta à Venezuela                                    | Venezuela            |        | José Serpa           |
| 07/09/2008 | Classificação geral da Volta à Venezuela                           | Venezuela            |        | Carlos José Ochoa    |
| 05/10/2008 | 1.ª etapa do Clássico Ciclístico Banfoandes                        | Venezuela            |        | Manuel Belletti      |
| 11/10/2008 | 6. ª etapa do Clássico Ciclístico Banfoandes                       | Venezuela            |        | José Serpa           |
| 12/10/2008 | 7. ª etapa do Clássico Ciclístico Banfoandes                       | Venezuela            |        | José Serpa           |
| 15/10/2008 | Classificação geral do Clássico Ciclístico Banfoandes              | Venezuela            |        | José Serpa           |

Efectivo
| Ciclista              | Data de nascimento | País      | Equipa 2008                                     |
| --------------------- | ------------------ | --------- | ----------------------------------------------- |
| Manuel Belletti       | 14.10.1985         | Itália    |                                                 |
| Leonardo Bertagnolli. | 08.01.1978         | Itália    | Liquigas                                        |
| Rubens Bertogliati.   | 09.05.1979         | Suíça     | Scott-American Beef                             |
| Alessandro Bertolini  | 27.07.1971         | Itália    | Serramenti PVC Diquigiovanni-Androni Giocattoli |
| Denis Bertolini       | 13.12.1977         | Itália    | Serramenti PVC Diquigiovanni-Androni Giocattoli |
| Thomas Bertolini      | 10.07.1988         | Itália    |                                                 |
| Luca Celli            | 23.02.1979         | Itália    | LPR Brakes                                      |
| Francesco De Bonis.   | 14.04.1982         | Itália    | Gerolsteiner                                    |
| Mattia Gavazzi        | 14.06.1983         | Itália    | Preti Mangimi                                   |
| Francesco Ginanni     | 06.10.1985         | Itália    | Serramenti PVC Diquigiovanni-Androni Giocattoli |
| Alberto Loddo         | 05.01.1979         | Itália    | Tinkoff Credit Systems                          |
| Luis Ángel Matei      | 23.03.1984         | Espanha   | Andalucia - Cajasur                             |
| Leonardo Moser        | 25.09.1984         | Itália    | Serramenti PVC Diquigiovanni-Androni Giocattoli |
| Carlos José Ochoa     | 14.12.1980         | Venezuela | Serramenti PVC Diquigiovanni-Androni Giocattoli |
| Davide Rebellin       | 09.08.1971         | Itália    | Gerolsteiner                                    |
| Elia Rigotto.         | 04.03.1982         | Itália    | Milram                                          |
| Jackson Rodríguez     | 25.02.1985         | Venezuela | Serramenti PVC Diquigiovanni-Androni Giocattoli |
| Nazareno Rossi        | 03.04.1985         | Suíça     | Serramenti PVC Diquigiovanni-Androni Giocattoli |
| Michele Scarponi      | 25.09.1979         | Itália    | Serramenti PVC Diquigiovanni-Androni Giocattoli |
| José Serpa            | 17.04.1979         | Colômbia  | Serramenti PVC Diquigiovanni-Androni Giocattoli |
| Gilberto Simoni       | 25.08.1971         | Itália    | Serramenti PVC Diquigiovanni-Androni Giocattoli |
| Luca Solari           | 02.10.1979         | Itália    | Serramenti PVC Diquigiovanni-Androni Giocattoli |
| Fabio Taborre.        | 05.06.1985         | Itália    |                                                 |

Vitórias
| Data       | Corrida                                                    | País      | Classe | Vencedor             |
| ---------- | ---------------------------------------------------------- | --------- | ------ | -------------------- |
| 19/01/2009 | 1.ª etapa da Tour de San Luis                              | Argentina | 2.1    | Mattia Gavazzi       |
| 22/01/2009 | 4. ª etapa da Volta de San Luis                            | Argentina | 2.1    | José Serpa           |
| 09/02/2009 | 1.ª etapa da Tour de Langkawi                              | Malásia   | 2.hc   | Mattia Gavazzi       |
| 10/02/2009 | 2. ª etapa da Tour de Langkawi                             | Malásia   | 2.hc   | Mattia Gavazzi       |
| 11/02/2009 | 3. ª etapa da Tour de Langkawi                             | Malásia   | 2.hc   | Mattia Gavazzi       |
| 13/02/2009 | 5. ª etapa da Tour de Langkawi                             | Malásia   | 2.hc   | José Serpa           |
| 14/02/2009 | 6. ª etapa da Tour de Langkawi                             | Malásia   | 2.hc   | Mattia Gavazzi       |
| 15/02/2009 | Tour de Langkawi                                           | Malásia   | 2.hc   | José Serpa           |
| 18/02/2009 | 3. ª etapa da Volta à Andaluzia                            | Espanha   | 2.1    | Davide Rebellin      |
| 19/02/2009 | 4. ª etapa da Volta à Andaluzia                            | Espanha   | 2.1    | Davide Rebellin      |
| 21/02/2009 | Troféu Laigueglia                                          | Itália    | 1.1    | Francesco Ginanni    |
| 28/02/2009 | Grande Prêmio dell'Insubria                                | Suíça     | 1.1    | Francesco Ginanni    |
| 02/03/2009 | 2. ª etapa da Volta ao México                              | México    | 2.2    | Jackson Rodríguez    |
| 03/03/2009 | 3. ª etapa da Volta ao México                              | México    | 2.2    | Gilberto Simoni      |
| 08/03/2009 | Volta ao México                                            | México    | 2.2    | Jackson Rodríguez    |
| 16/03/2009 | 6. ª etapa de Tirreno-Adriático                            | Itália    | HIS    | Michele Scarponi     |
| 17/03/2009 | Tirreno-Adriático                                          | Itália    | HIS    | Michele Scarponi     |
| 02/04/2009 | 3. ª etapa da Semana Ciclista Lombarda                     | Itália    | 2.1    | Mattia Gavazzi       |
| 14/05/2009 | 6. ª etapa do Giro d'Italia                                | Itália    | HIS    | Michele Scarponi     |
| 24/05/2009 | 15. ª etapa do Giro d'Italia                               | Itália    | HIS    | Leonardo Bertagnolli |
| 28/05/2009 | 18. ª etapa do Giro d'Italia                               | Itália    | HIS    | Michele Scarponi     |
| 24/06/2009 | Campeão da Suíça do contrarrelógio                         | Suíça     | CN     | Rubens Bertogliati   |
| 24/06/2009 | 1.ª etapa da Volta à Venezuela                             | Venezuela | 2.2    | Alberto Loddo        |
| 25/06/2009 | 2. ª etapa da Volta à Venezuela                            | Venezuela | 2.2    | Alberto Loddo        |
| 26/06/2009 | 3.ºtem etapa da Volta à Venezuela                          | Venezuela | 2.2    | Mattia Gavazzi       |
| 26/06/2009 | 3.ºb etapa da Volta à Venezuela                            | Venezuela | 2.2    | Mattia Gavazzi       |
| 27/06/2009 | 4. ª etapa da Volta à Venezuela                            | Venezuela | 2.2    | Mattia Gavazzi       |
| 30/06/2009 | 7. ª etapa da Volta à Venezuela                            | Venezuela | 2.2    | José Serpa           |
| 22/07/2009 | 1.ª etapa do Brixia Tour                                   | Itália    | 2.1    | Mattia Gavazzi       |
| 23/07/2009 | 2. ª etapa do Brixia Tour                                  | Itália    | 2.1    | Leonardo Bertagnolli |
| 26/07/2009 | 5. ª etapa do Brixia Tour                                  | Itália    | 2.1    | Mattia Gavazzi       |
| 06/08/2009 | Grande Prêmio Indústria e Commercio Artigianato Carnaghese | Itália    | 1.1    | Francesco Ginanni    |